# Wskaźniki antropologiczne
Wskaźniki antropologiczne - stosunek dwóch pomiarów wyznaczających proporcje różnych części ciała lub szkieletu. 
Istnieje wiele różnych wskaźników, do najczęściej używanych należą:
- wskaźnik głowy (indeks cefaliczny) - stosunek szerokości do długości głowy, określa czy głowa jest bardziej wydłużona czy okrągła, stosowany od 1842, mierzony pomiędzy punktami antropometrycznymi eu-eu oraz g-op, przyjmuje wartości od 60 do 100

- wskaźnik nosa - szerokowościowo-długościowy wskaźnik mierzony pomiędzy punktami antropometrycznymi al-al oraz n-sn, mierzony na głowie i na czaszce, przyjmuje wartości od 50 do 100

- wskaźnik morfologiczny twarzy - stosunek wysokości twarzy do szerokości, mierzony pomiędzy punktami antropometrycznymi n-gn oraz zy-zy, zakres wartości 70-100.

Inne wskaźniki antropologiczne to wskaźnik międzykończynowy (stosunek długości rąk i nóg), w kraniologii stosuje się np. wskaźnik wysokości wysklepienia czaszki Hrdlički-Kóčki.
Stosowanie w antropologii określeń np. "wąski-szeroki", "długi-krótki" jest oparte na określonych wielkościach wynikających z pomiarów.